# Lucien Fischer
Lucien Prosper Ernest Fischer CSSp (ur. 27 listopada 1933 w Strasburgu) – francuski duchowny katolicki. wikariusz apostolski Saint-Pierre i Miquelon w latach 2000-2009.

## Życiorys
Święcenia kapłańskie otrzymał 30 września 1962 roku jako członek Zgromadzenia Ducha Świętego (duchaczy). W latach 1963–1993 pracował jako misjonarz w Gabonie. W 1993 został wybrany przełożonym prowincji Wschodniej Francji.

### Episkopat
17 lutego 2000 roku papież Jan Paweł II mianował go wikariuszem apostolskim Saint-Pierre i Miquelon. Sakry biskupiej udzielił mu 18 czerwca 2000 roku arcybiskup Joseph Doré, ordynariusz archidiecezji Strasburg. W dniu 19 czerwca 2009 roku papież Benedykt XVI przyjął jego rezygnację, ze względu na wiek.